# Partido da Revolução Democrática
O Partido da Revolução Democrática (em castelhano:  Partido de la Revolución Democrática), ou PRD, é um partido político do México.

## História
O PRD foi fundado na Cidade do México em 5 de Maio de 1989, por Cuauhtémoc Cárdenas, Heberto Castillo, Gilberto Rincón Gallardo, Porfirio Muñoz Ledo e outros membros proeminentes do Partido Revolucionário Institucional (PRI) e da esquerda mexicana. O partido surgiu da fusão de vários partidos pequenos de esquerda, tais como Partido Comunista Mexicano (PCM), Partido Socialista Unificado de México (PSUM), Partido Mexicano Socialista (PMS) e Partido Mexicano dos Trabalhadores (PMT). O PMS doou seu registro na Comissão Federal Eleitoral (CFE) ao novo partido para que este pudesse ser formado.
O PRD se proclamou o partido oficial do 6 de julio, uma referência à data de realização da eleição presidencial de 1988, quando Cárdenas, o candidato da coalizão de centro-esquerda Frente Democrática Nacional, teria vencido o pleito mas foi impedido de tomar posse através de fraude eleitoral. A vitória foi concedida ao candidato do PRI, Carlos Salinas. Miguel de la Madrid Hurtado, antecessor de Salinas, declarou anos mais tarde que Salinas foi eleito através de fraude.

## Performance eleitoral

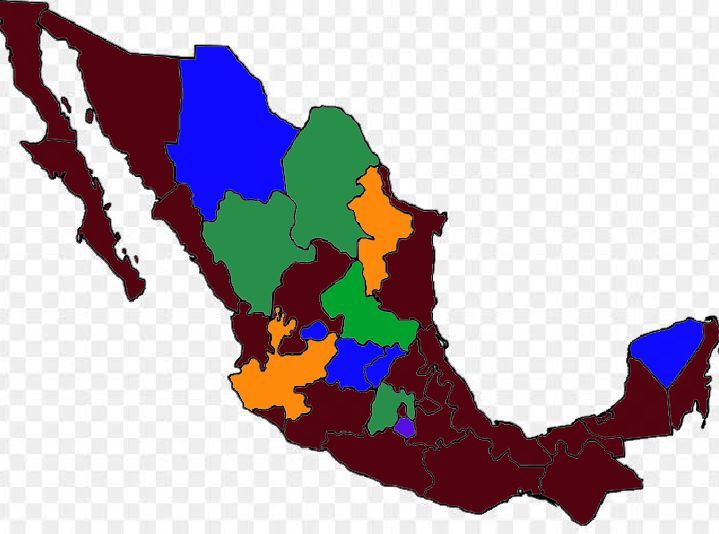

Ao lado do PRI, de centro-direita, e do direitista Partido da Ação Nacional (PAN), o PRD se consiste em uma das quatro maiores forças políticas de oposição do México. Seus militantes são conhecidos como perredistas.
Apesar de seu sucesso no cenário eleitoral dos estados da região centro-sul da nação, no norte a votação média do partido é de apenas 5%. O PRD já venceu disputas nos estados de Baja California Sur, Chiapas, Guerrero, Michoacán e Zacatecas (apesar de que a maioria destas vitórias foram obtidas por ex-membros do PRI). O partido também controlava o Cidade do México desde 1997, elegendo três ex-membros do PRI.
Desde então, o partido promoveu uma série de reformas liberais na capital, tais como a legalização do aborto, uma forma limitada de eutanásia, o casamento entre pessoas do mesmo sexo e a adoção por casais gays. A cidade também viu uma redução dos seus índices de criminalidade em quase 40%.
Na eleição presidencial de 2006, o candidato do PRD, o ex-governador do Distrito Federal Andrés Manuel López Obrador, favorito nas pesquisas de diversos institutos, perdeu o pleito para Felipe Calderón por menos de 1% dos votos. Os resultados foram considerados válidos pela Corte Eleitoral Federal. O PRD, entretanto, afirmou que seu candidato havia sido vítima de fraude. As acusações foram invalidadas pelo tribunal, que considerou Calderón o vencedor do pleito.
Por seis semanas após as eleições, o PRD promoveu demonstrações e bloqueou uma das principais avenidas da capital, o Paseo de la Reforma, exigindo uma recontagem de todos os votos, o que não aconteceu. O bloqueio foi mais tarde desfeito frente a um possível confronto entre os manifestantes e o Exército. Obrador foi proclamado "presidente legítimo" por seus seguidores numa demonstração pública na praça principal da capital. Até hoje Obrador não reconheceu a legitimidade de Calderón.
Em 2008, Jesús Ortega, um oponente de Obrador, foi eleito presidente do PRD. No ano seguinte, Obrador apoiou dois partidos pequenos nas eleições parlamentares.
Em 2018,o partido perdeu o controle da capital para Claudia Sheinbaum Pardo (Morena).
E nas eleições de 2021,o partido não ganhou nenhum governo estadual.

## Resultados eleitorais

### Eleições presidenciais
| Data | Candidato apoiado           | Votos      | %          |
| ---- | --------------------------- | ---------- | ---------- |
| 1994 | Cuauhtémoc Cárdenas         | 5 852 134  | 16,6 (#3)  |
| 2000 | Cuauhtémoc Cárdenas         | 6 256 780  | 16,6 (#3)  |
| 2006 | Andrés Manuel López Obrador | 14 756 350 | 35,3 (#2)  |
| 2012 | Andrés Manuel López Obrador | 15 848 827 | 31,6 (#2)  |
| 2018 | Ricardo Anaya Cortés        | 12 610 120 | 22,28 (#2) |

### Eleições legislativas

#### Câmara dos Deputados
| Data | Votos      | %         | Deputados | +/- | Notas                       |  |
| ---- | ---------- | --------- | --------- | --- | --------------------------- |  |
| 1994 | 5 728 733  | 16,7 (#3) | 71 / 500  |     |                             |  |
| 1997 | 7 518 903  | 25,7 (#3) | 125 / 500 | 54  |                             |  |
| 2000 | 6 990 143  | 18,7 (#3) | 67 / 500  | 58  | Aliança pelo México         |  |
| 2003 | 4 707 009  | 18,2 (#3) | 97 / 500  | 30  |                             |  |
| 2006 | 12 013 364 | 29,0 (#2) | 127 / 500 | 30  | Coligação pelo Bem de Todos |  |
| 2009 | 4 164 393  | 12,2 (#3) | 72 / 500  | 55  |                             |  |
| 2012 | 8 996 089  | 18,5 (#3) | 104 / 500 | 42  |                             |  |
| 2015 | 4 335 731  | 10,9 (#3) | 56 / 500  | 48  |                             |  |
| 2018 | 2 338 835  | 5,4 (#4)  | 12 / 500  | 36  |                             |  |
| 2021 | 1 792 700  | 3,6 (#6)  | 15 / 500  | 3   | Aliança Va por México       |  |

#### Senado
| Data | Votos      | %         | Senadores | +/- | Notas                       |
| ---- | ---------- | --------- | --------- | --- | --------------------------- |
| 1994 | 5 579 949  | 16,8 (#3) | 8 / 128   |     |                             |
| 1997 | 7 564 656  | 25,8 (#3) | 16 / 128  | 8   |                             |
| 2000 | 7 027 994  | 18,8 (#3) | 16 / 128  | =   | Aliança pelo México         |
| 2006 | 12 397 008 | 29,7 (#2) | 31 / 128  | 15  | Coligação pelo Bem de Todos |
| 2012 | 9 353 879  | 19,7 (#3) | 23 / 128  | 8   |                             |
| 2018 |            |           | 21 / 128  | 1   |                             |